# HD 19600
HD 19600，又名BD+27 480，SAO 75762、HR 945，是一颗恒星，视星等为6.42，位于銀經156.9，銀緯-25.75，其B1900.0坐标为赤經3h 4m 10.3s，赤緯+27° -25.75′ 24″。